# Crixás (kommun)
Crixás är en kommun i Brasilien.   Den ligger i delstaten Goiás, i den centrala delen av landet, 260 km nordväst om huvudstaden Brasília. Antalet invånare är 15 762.
Följande samhällen finns i Crixás:
- Crixás

Omgivningarna runt Crixás är huvudsakligen savann. Runt Crixás är det mycket glesbefolkat, med 3 invånare per kvadratkilometer.